# Girl on Fire (canción)
«Girl on Fire» —en español, «Chica en llamas»— es una canción de la cantante estadounidense Alicia Keys, registrada para su quinto álbum de estudio homónimo de Girl on Fire, y lanzado como su primer sencillo el 4 de septiembre de 2012. Fue compuesto y producido por Jeff Bhasker y Salaam Remi, en la que también se acredita al guitarrista Billy Squier por haber realizado la percusión de su canción de 1980 «The Big Beat». 
La canción es una balada R&B y hip hop inspirada en acontecimientos recientes en la vida de Keys, como el nacimiento de su hijo Egypt y su matrimonio con Swizz Beatz.
El tema fue acompañado con dos versiones alternativas; Inferno Remix que incluye la colaboración de la rapera Nicki Minaj y Bluelight Remix con un estilo vocal diferente de la original. Su primera presentación en vivo fue el 6 de septiembre en la entrega de premios MTV Video Music Awards 2012, en conjunto con Minaj.

## Video musical
Fue dirigido por Sophie Muller. En él, muestra a Alicia Keys en diferentes ambientes de una casa haciendo las tareas del hogar, cuidando de los niños, recogiendo el salón o preparando la comida en la cocina, dándonos a entender cuál es el verdadero significado de la canción.

## Lista de canciones
- Descarga digital – Sencillo principal

1. "Girl on Fire" – 3:44

- Descarga digital – Bluelight remix

1. "Girl on Fire" – 4:22

- Descarga digital – Inferno remix

1. "Girl on Fire" (featuring Nicki Minaj) – 4:30

- Remixes EP

1. "Girl on Fire" – 3:44
2. "Girl on Fire" (Inferno version) (featuring Nicki Minaj) – 4:30
3. "Girl on Fire" (Bluelight version) – 4:22
4. "Girl on Fire" (Instrumental version) – 3:45

- sencillo CD

1. "Girl on Fire" – 3:44
2. "Girl on Fire" (Inferno version) (featuring Nicki Minaj) – 4:30

## Posicionamiento en listas y certificaciones
| Listas (2012–2013)                       | Mejor posición |
| ---------------------------------------- | -------------- |
| Alemania (Offizielle Deutsche Charts)    | 4              |
| Australia (ARIA)                         | 12             |
| Austria (Ö3 Austria Top 40)              | 1              |
| Bélgica (Flandes) (Ultratop 50)          | 6              |
| Bélgica (Valonia) (Ultratop 50)          | 7              |
| Canadá (Canadian Hot 100)                | 6              |
| Corea del Sur (Gaon International Chart) | 1              |
| Dinamarca (Tracklisten)                  | 5              |
| Escocia (The Official Charts Company)    | 6              |
| Eslovaquia (Singles Digitál Top 100)     | 1              |
| España (Top 100 Canciones)               | 10             |
| Estados Unidos (Billboard Hot 100)       | 11             |
| Estados Unidos (Adult Contemporary)      | 14             |
| Estados Unidos (Adult Top 40)            | 10             |
| Estados Unidos (Adult R&B Songs)         | 3              |
| Estados Unidos (Hot Dance Club Songs)    | 23             |
| Estados Unidos (Mainstream Top 40)       | 10             |
| Estados Unidos (Hot R&B/Hip-Hop Songs)   | 2              |
| Estados Unidos (Rhythmic)                | 15             |
| Finlandia (OFC)                          | 17             |
| Francia (SNEP)                           | 5              |
| Hungría (Single Top 20)                  | 7              |
| Irlanda (IRMA)                           | 11             |
| Israel (Media Forest)                    | 5              |
| Italia (FIMI)                            | 15             |
| Japón (Japan Hot 100)                    | 5              |
| Noruega (VG-lista)                       | 13             |
| Nueva Zelanda (Recorded Music NZ)        | 7              |
| Países Bajos (Dutch Top 40)              | 5              |
| Portugal (Billboard Digital Songs)       | 2              |
| Reino Unido (UK Singles Chart)           | 5              |
| Reino Unido (UK R&B Chart)               | 2              |
| República Checa (Radio Top 100 Chart)    | 8              |
| Suecia (Sverigetopplistan)               | 29             |
| Suiza (Schweizer Hitparade)              | 5              |

| País          | Organismo certificador | Certificación | Ventas  | Ref.   |
| ------------- | ---------------------- | ------------- | ------- | ------ |
| Alemania      | BVMI                   | Platino       | 300 000 | [ 37 ] |
| Australia     | ARIA                   | 3× Platino    | 210 000 | [ 38 ] |
| Austria       | IFPI Austria           | Oro           | 15 000  | [ 39 ] |
| Bélgica       | BEA                    | Oro           | 15 000  | [ 40 ] |
| Canadá        | Music Canada           | 2× Platino    | 160 000 | [ 41 ] |
| Dinamarca     | IFPI (Dinamarca)       | Platino       | 30 000  | [ 42 ] |
| Finlandia     | Musiikkituottajat      | Oro           | 5 763   | [ 43 ] |
| Italia        | FIMI                   | Platino       | 30 000  | [ 44 ] |
| México        | AMPROFON               | 2× Platino    | 120 000 | [ 45 ] |
| Nueva Zelanda | RIANZ                  | Platino       | 15 000  | [ 46 ] |
| Países Bajos  | NVPI                   | Oro           | 10 000  | [ 47 ] |
| Reino Unido   | BPI                    | Plata         | 200 000 | [ 48 ] |

## Versiones de otros artistas
- En 2013, Naya Rivera interpretó la canción como su personaje Santana Lopez en el episodio de la cuarta temporada, "Diva", de la serie de televisión Glee.

- Las drag queens estadounidenses Willam Belli, Detox y Vicky Vox versionaron la canción a manera de parodia, titulada como "Boy is a Bottom". Fue lanzado el 26 de enero de 2013.[49]

- La cantante P!nk versionó la canción para BBC Radio 1 Live Lounge en el año 2012.[50]